# Ectopleura atentaculata
Ectopleura atentaculata is een hydroïdpoliep uit de familie Tubulariidae. De poliep komt uit het geslacht Ectopleura. Ectopleura atentaculata werd in 2006 voor het eerst wetenschappelijk beschreven door Xu & Huang. 